# Estação Ferroviária de Roma-Areeiro

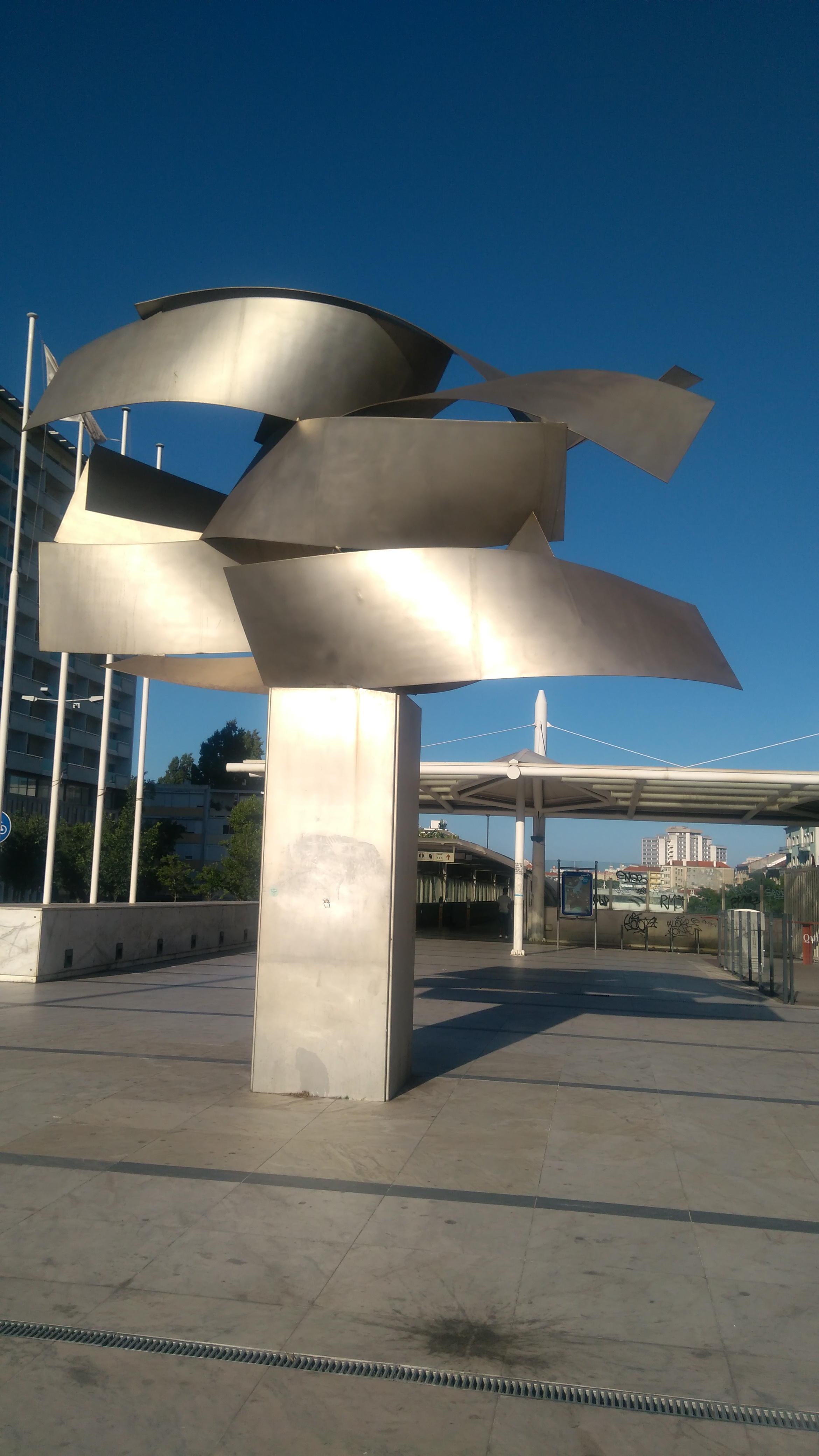
Escultura junto à Av. Roma.

A estação ferroviária de Roma-Areeiro, até 2003, o apeadeiro do Areeiro ou de Areeiro (nome anteriormente grafado como "Arieiro"), é uma estação de passageiros da Linha de Cintura; situa-se na cidade de Lisboa, em Portugal.

## Descrição

### Localização e acessos
A estação Roma-Areeiro prolonga-se entre as avenidas de Roma e Gago Coutinho, e tem acesso pela Av. Miguel Contreiras (norte), pela P.ça Afrânio Peixoto e Av. S. J. de Deus (sudeste), e pela Av. Roma (poente). É aproximadamente equidistante das estações de metro Roma e Areeiro e, apesar desta interface ter sido renomeada para sugerir correspondência fácil,  para as alcançar é necessário transitar na via pública — respetivamente, 502 m e 305 m.

### Infraestrutura

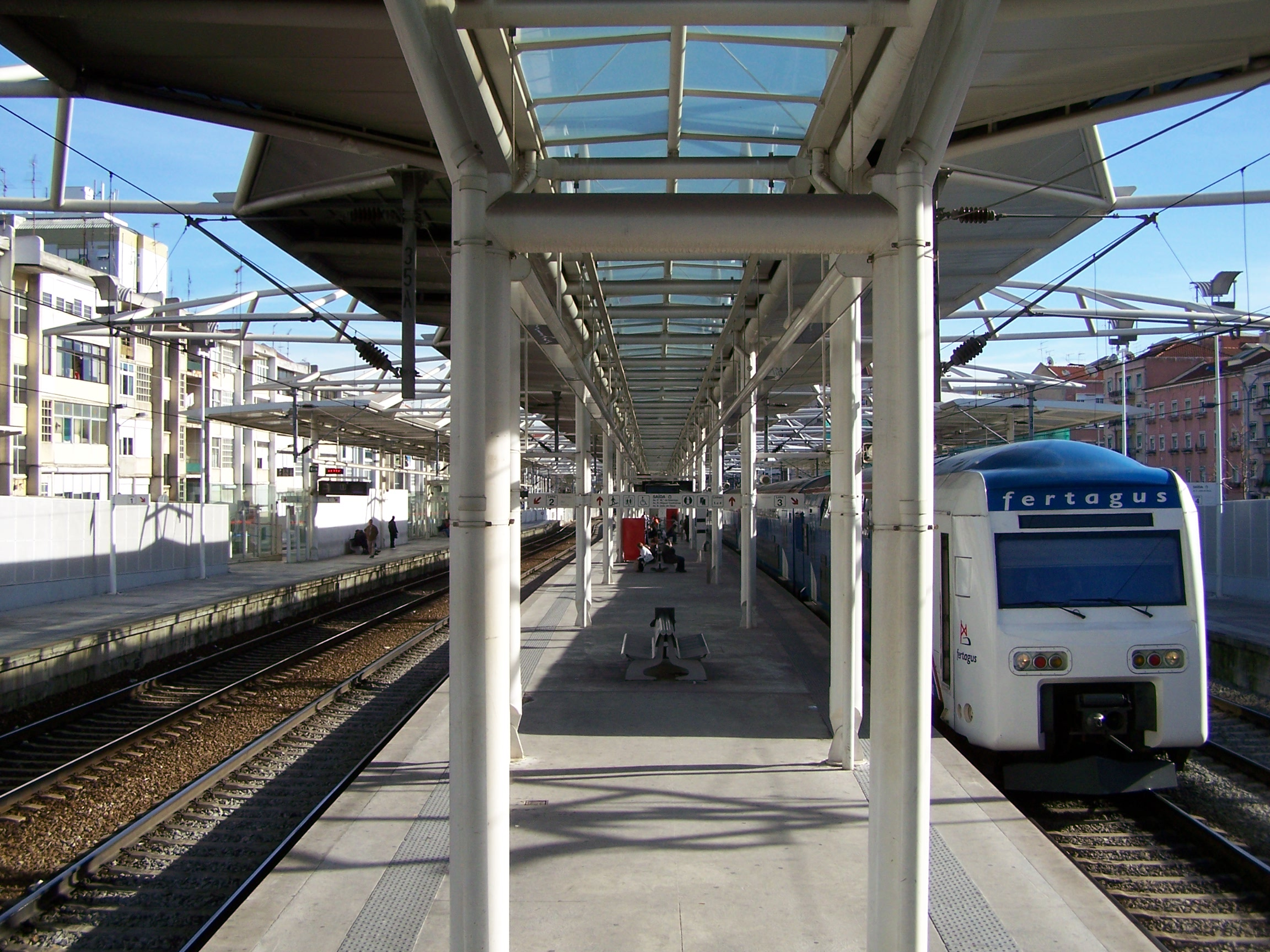
Composição Fertagus fazendo terminal.

Esta interface apresenta quatro vias de circulação, identificadas como IR, IIR, IIIR, e IVR, com comprimentos entre 310 e 356 m de extensão e acessíveis por plataformas com comprimentos entre 191 234 m de comprimento e 90 cm de altura; existem ainda quatro vias secundárias, identificadas como IT, IIT, IIIT, e IVT, com comprimentos de 215 e 227 m; todas estas vias estão eletrificadas em toda a sua extensão. Esta configuração apresenta-se algo ampliada em comparação com a de décadas anteriores.

### Serviços
Roma-Areeiro é usada pelos serviços da Fertagus, e da CP Urbanos de Lisboa (Linha da Azambuja e Linha de Sintra).

#### Fertagus
Roma-Areeiro é o terminal da Fertagus em Lisboa, desde 2003. O interesse desta operadora em prolongar o serviço até à Gare do Oriente tem sido repetidamente ventilado.[carece de fontes?] Em finais de 2014, no jornal Público criticou-se a situação dos comboios da Fertagus terem a sua estação terminal aqui, «forçando os passageiros» daquela operadora a apanhar outro comboio suburbano até à Gare do Oriente, imputando-se à falta de material circulante disponível o impedimento à a Fertagus de prolongar os seus serviços. Já outros comentadores ferroviários apontam o dedo à via dupla entre Braço de Prata e Roma-Areeiro, vaticinando a quadruplicação como inevitável a prazo.

## História

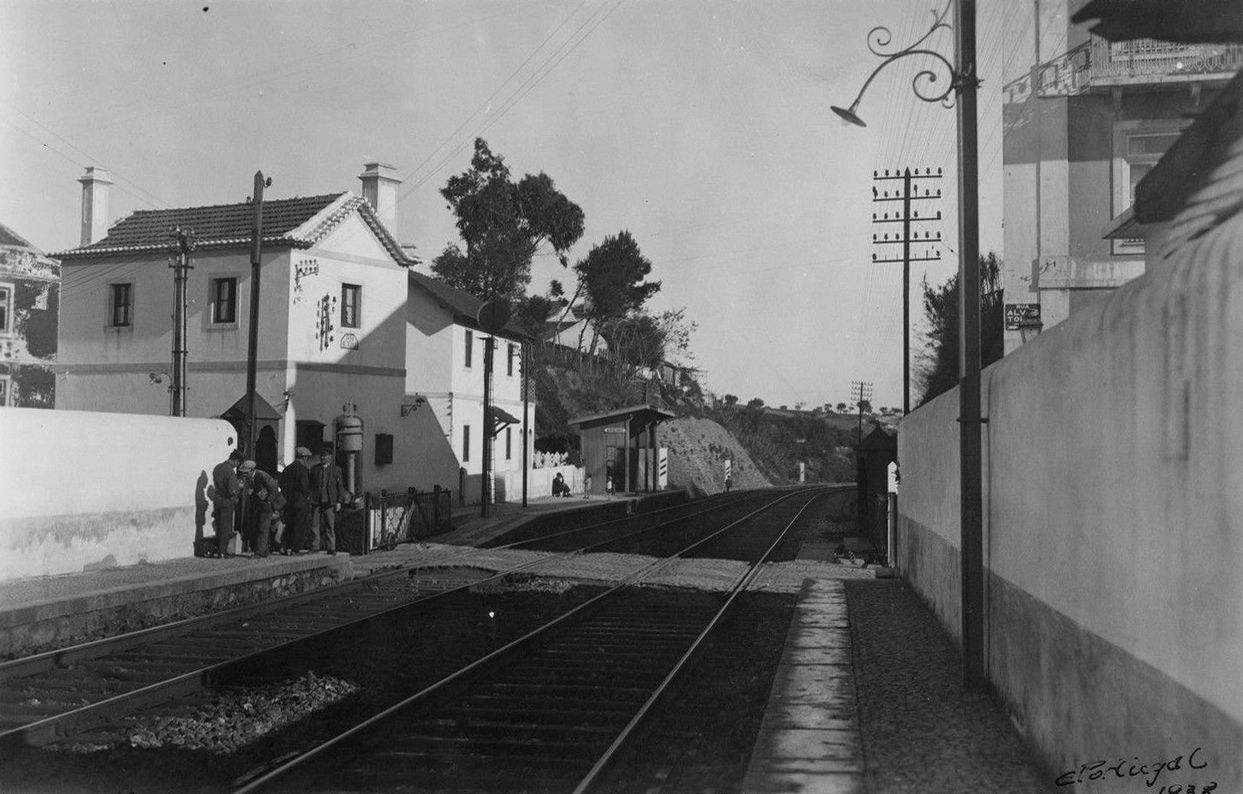
Aspeto do Apeadeiro em 1938

A estação encontra-se no lanço original da Linha de Cintura, entre Benfica e Santa Apolónia, que foi aberto à exploração no dia 20 de Maio de 1888.
Em 28 de Outubro de 1931, a Comissão Especial de Novas Obras aprovou um estudo do engenheiro Vicente Ferreira para a instalação de uma nova estação na cidade de Lisboa, nos terrenos junto à zona do Areeiro, entre a Avenida Almirante Reis e o complexo do Instituto Superior Técnico. A construção da nova estação central de Lisboa, no Areeiro, fazia parte de um plano de investimentos da Companhia dos Caminhos de Ferro Portugueses, que acabou por ser cancelado devido à crise económica mundial.
Em 1940, a Companhia dos Caminhos de Ferro Portugueses organizou comboios especiais com bilhetes a preços reduzidos até Belém, por ocasião da Exposição do Mundo Português, que também tinham paragem nesta estação, que ainda mantinha a denominação original.
Nos princípios da década de 1990, iniciou-se o programa do Eixo Ferroviário Norte-Sul, para a instalação da via férrea na Ponte 25 de Abril e a modernização parcial da Linha de Cintura, com a construção de novas estações — incluindo a de Roma Areeiro. Após as profundas obras de renovação, que incluíram uma nova gare subterrânea, com acessos às avenidas de Roma e Padre Manuel da Nóbrega, foi re-inaugurada a 7 de setembro de 2003, com a nova designação Estação Ferroviária de Roma-Areeiro. Como tinha sido previsto, o primeiro lanço a entrar ao serviço do Eixo Norte-Sul, para o transporte de passageiros, foi do Areeiro até ao Fogueteiro. A construção da nova interface fez parte das obras entre Chelas e Entrecampos, que tiveram lugar entre Janeiro de 2000 e Agosto de 2003, e que custaram cerca de 49 milhões de euros, valor comparticipado em 80% pelo Fundo de Coesão da União Europeia.

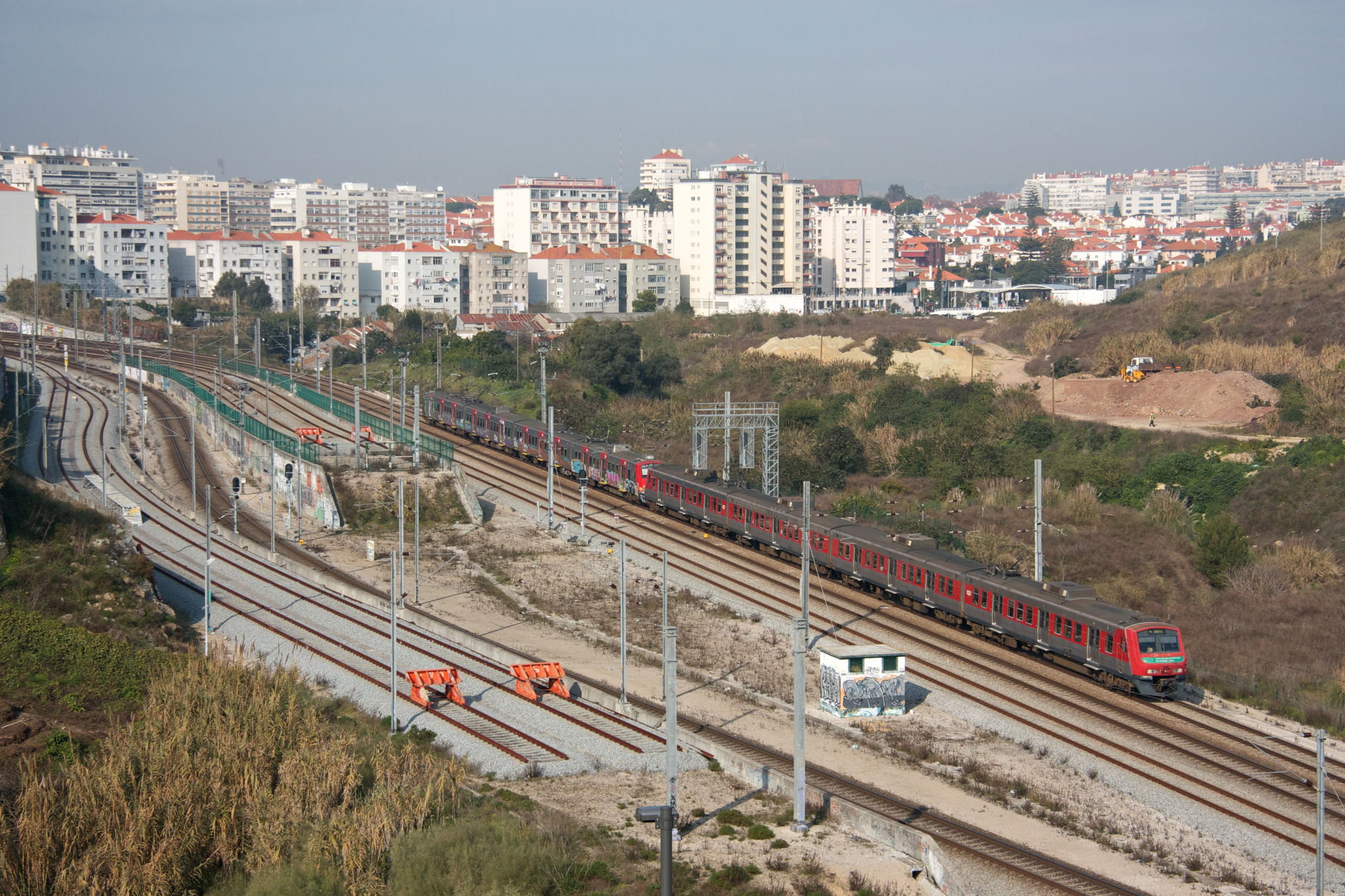
Terminal Técnico de Chelas, contíguo a Roma-Areeiro na direção Chelas.

Porém, o programa de modernização, que tinha como propósito desenvolver a Linha de Cintura, considerada como a coluna vertebral do sistema de transportes ferroviário suburbano de Lisboa, não contemplou todo aquele corredor ferroviário, tendo ficado por quadruplicar o lanço entre Roma Areeiro e Braço de Prata, situação que levou a grandes constrangimentos do tráfego dos comboios neste eixo.
Em Janeiro de 2010, a empresa Rede Ferroviária Nacional informou que tinha aberto o concurso público para a primeira empreitada relativa à inserção na rede ferroviária convencional das futuras linhas de alta velocidade de Lisboa até ao Porto e Madrid, sendo referente ao lanço entre a estação de Areeiro e o PK 8+300 da Linha do Norte. Em Maio de 2011, já se tinham iniciado as obras preparatórias para a compatibilização das linhas de alta velocidade com a rede ferroviária convencional, entre a Gare do Oriente e a estação de Roma Areeiro. Os planos para as redes ferroviárias de alta velocidade foram cancelados ainda nesse ano pelo governo de Pedro Passos Coelho, como parte do programa de auxílio económico do grupo Troika.
Em Janeiro de 2011 possuía quatro vias de circulação, com 250 a 305 m, tendo as plataformas 191 a 234 m e 90 cm de altura — valores mais tarde alterados para os atuais.
Em 2014, o artista Bordalo II desenhou uma clave de sol no leito da via férrea junto à estação de Roma Areeiro, como parte do seu conjunto de obras de arte urbanas, que incluem várias pinturas de solo no caminho de ferro. Em Janeiro de 2016, ocorreu um incidente em Roma Areeiro, quando um veículo de manutenção de catenária ultrapassou indevidamente um sinal vermelho. Como acontecia com a maioria dos veículos de manutenção de via férrea em Portugal, não estava equipado com um sistema de Controlo de Velocidade, que acciona automaticamente os travões caso a sinalização não seja respeitada. (Quatro anos mais tarde, este incidente viria a ser alvo de atenção especial por ter sucedido em condições semelhantes às do desastre ferroviário de Soure, em 31 de Julho de 2020, que provocou dois mortos e várias dezenas de feridos.)

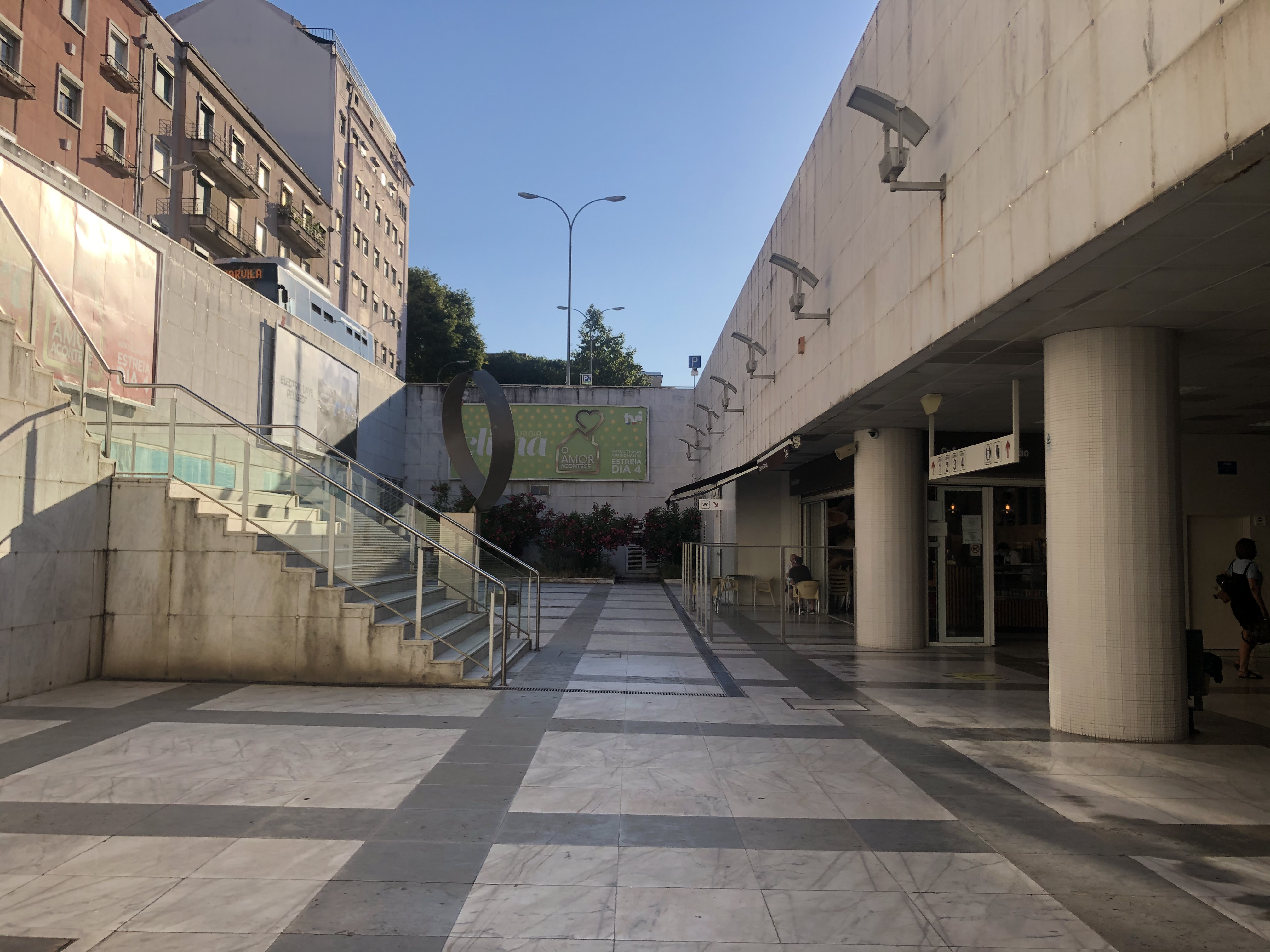
Átrio sudoeste, subterrâneo descoberto, com acesso à P.^{ça} Afrânio Peixoto e às Av. Manuel da Nóbrega e João de Deus.

Em Fevereiro de 2016, os passageiros e os funcionários dos estabelecimentos criticaram a falta de condições na estação de Roma Areeiro, nomeadamente o encerramento das casas de banho desde os finais de 2015 e uma infestação de ratos. Em resposta, a operadora Infraestruturas de Portugal afirmou que a estação tinha sido desinfestada por uma empresa especializada em 14 de Janeiro, e que o encerramento das instalações sanitárias tinha sido no sentido de realizar «algumas intervenções de melhoria e adequação de equipamentos». Em Março, o partido Os Verdes questionou o governo sobre ambos os problemas, mas a praga de ratos só foi resolvida em Novembro, através de nova operação de desinfestação.
Em 21 de Junho de 2018, avarias na sinalização em Roma Areeiro provocaram perturbações na circulação dos comboios nas linhas de Sintra e da Azambuja. Em Setembro de 2019, estavam previstas obras de reabilitação no átrio Norte da estação de metropolitano do Areeiro, que também deveriam incluir o acesso à superfície na Avenida Padre Manuel da Nóbrega, encerrado há vários anos, que permitiria um melhor acesso até à estação ferroviária de Roma Areeiro.

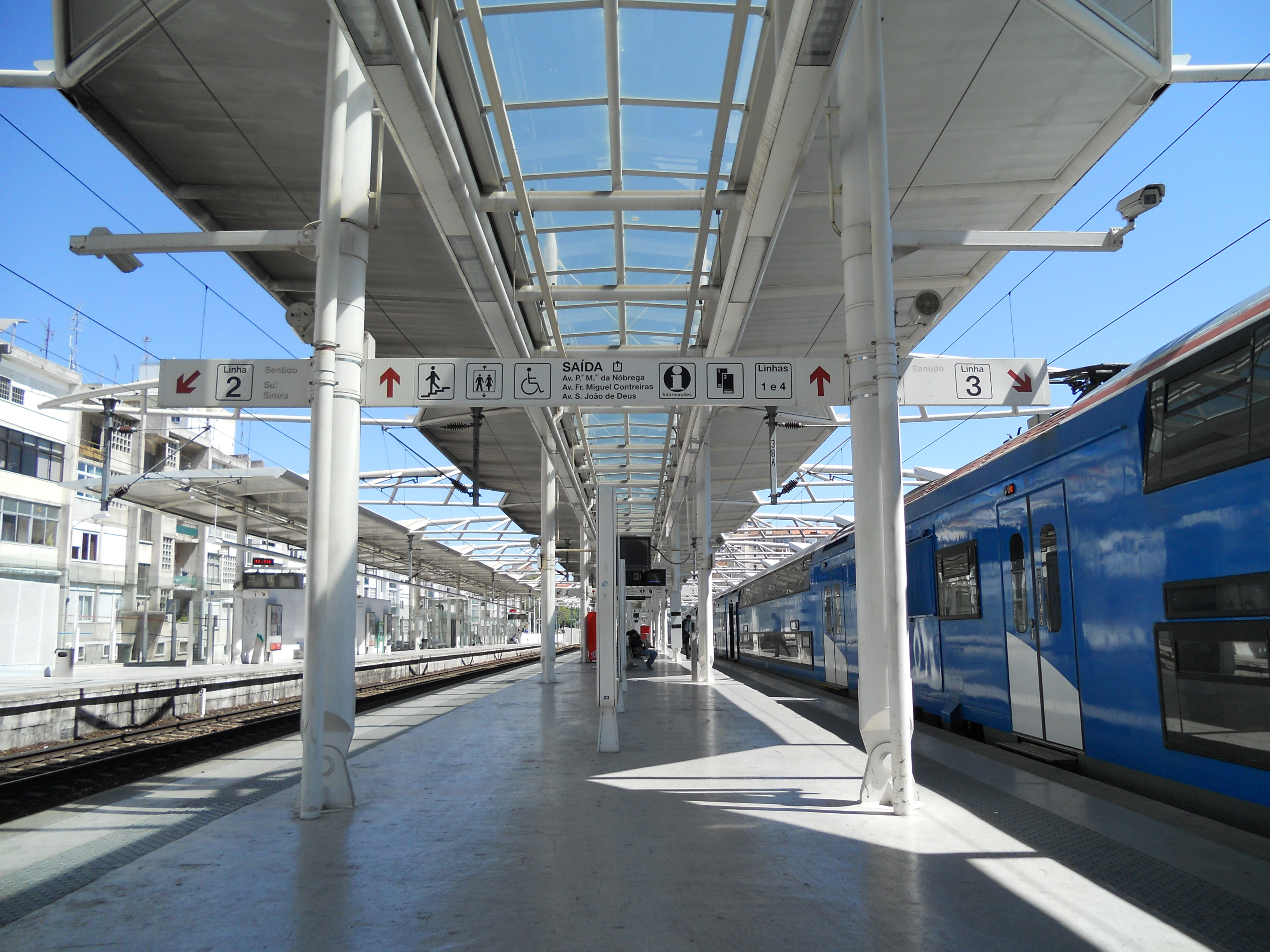
Aspeto da plataforma central, em 2021.

Em Junho de 2020, as empresas Comboios de Portugal e Infraestruturas de Portugal estavam a estudar a possibilidade de aumentar a oferta na Linha de Sintra, de forma a reduzir as taxas de ocupação, no âmbito das medidas para evitar a propagação da pandemia do COVID-19. Porém, um dos principais obstáculos ao aumento da oferta era o corredor entre entre Roma Areeiro e Braço de Prata, que conta apenas com via dupla, levando a grandes constrangimentos na circulação ferroviária. De forma a resolver esta situação, estava prevista a quadruplicação daquele lanço, mas o prazo de conclusão das obras era só para meados da década de 2020.

## Ver também

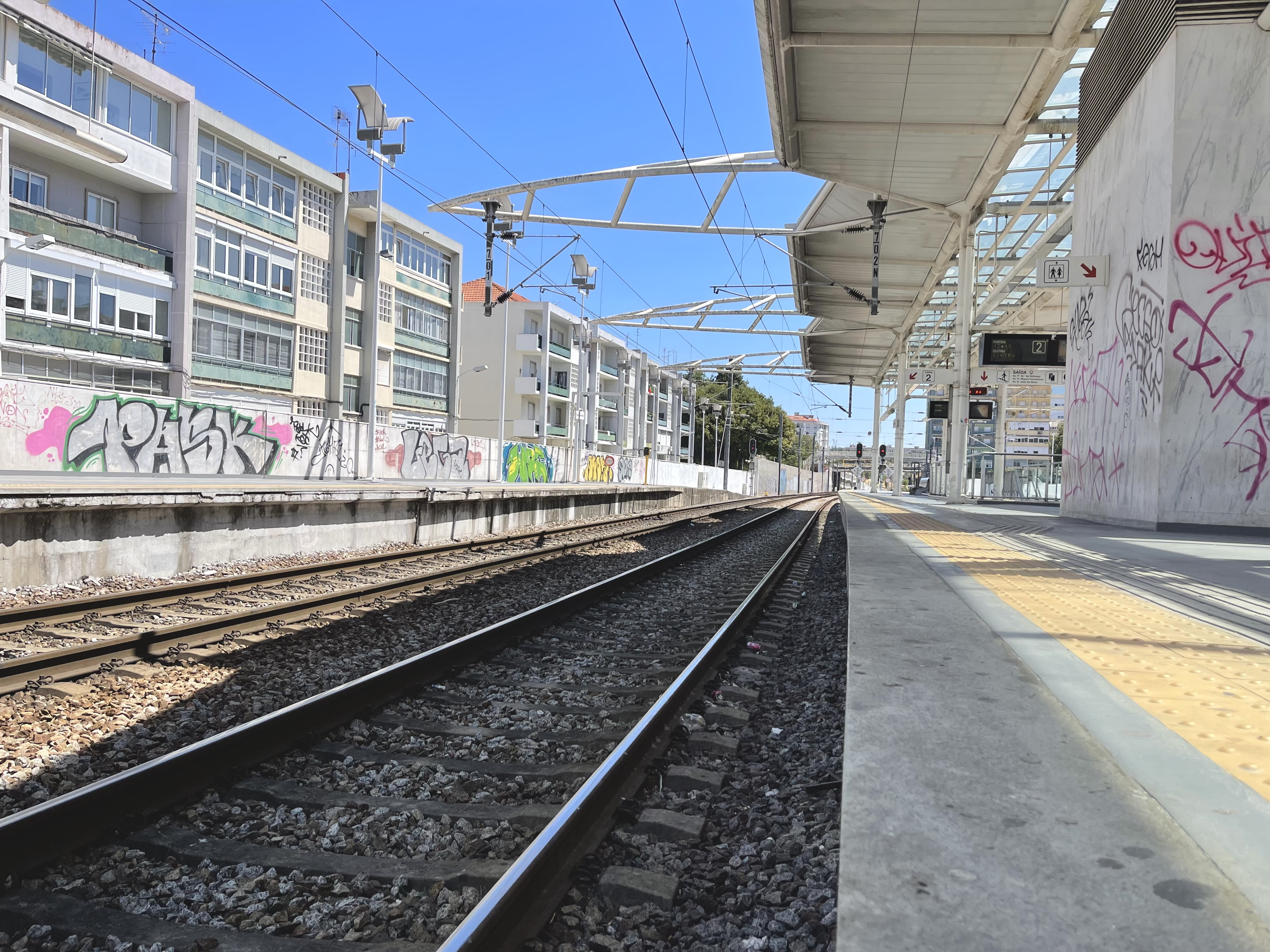
Aspeto das vias do lado norte, em 2021.